# Пігуляк Єротей Григорович
Єротей Пігуляк (нім. Hierotheus Pihuliak; 17 жовтня 1851 — 9 жовтня 1924) — педагог, публіцист, поет, прозаїк, громадський та політичний діяч Буковини.

## Життєпис
Народився 17 жовтня 1851 року в селі Мамаївці в родині сільського дяка. Початкову освіту здобув у дяківській школі під наглядом свого батька. З 1860 року навчався у православній народній школі в Чернівцях. З 1865 року був учнем греко-східної вищої реальної школи (реальної гімназії).

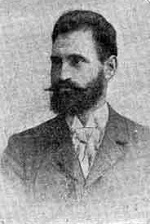
Єротей Пігуляк

Опанувавши в шкільні роки німецьку мову, 1871 року Єротей Пігуляк вступив до Віденського технічного університету (нім. Technische Universität Wien, скор. TU Wien), де вивчав хімію та природознавство.
1875 року Єротей Пігуляк повернувся до Чернівців, де на нього чекала посада вчителя Державної реальної школи (нім. K. k. Realschule in Czernowitz) — нині Чернівецька ЗОШ № 2.
Пізніше Єротей став професором Чернівецької вищої реальної школи. Наприкінці 1890-х Є. Пігуляк починає важко хворіти, у зв'язку з чим змушений багато часу проводити у Карпатах, де ліками для нього були свіже смерекове повітря і козяче молоко. У горах Єротей не тільки описав своє життя, а й написав і про людей, що живуть там, як важко їм працюється, описав полонини і вівчарів та труднощі їхнього життя. Для нащадків залишилися два томики — «Верховинські згадки», присвячені доньці Наталі. Перший томик виданий у Чернівцях в 1900 році, другий — в 1909-му. У книжці згадуються зустріч зі своїм приятелем, діти та хвора дружина, їх труднощі. Дружина Єротея Пігуляка Адольфіна померла 9 січня 1890 року і похована в Чернівцях на руському цвинтарі. Перебуваючи в горах, Єротей знаходив час для продовження громадської діяльності та політичної боротьби.

## Громадська діяльність
До активної громадської діяльності Єротей Пігуляк почав долучатися в студентські роки. Ще у Відні Єротей став активним учасником академічного товариства «Січ». Відразу після повернення на Буковину Є. Пігуляк долучається до місцевих народовців. Стає активістом та лідером «Руської Бесіди» (1884), «Руської Ради» (1885), «Руського Народного Дому» (1884) у Чернівцях. Був членом українського «Товариства православних священиків Буковини» (обстоювало права православних української Буковини, протистояло насильницькій румунізації церкви у краї). Особливу увагу Єротей Пігуляк присвячував молодіжному руху. У зв'язку з цим він постійно проголошував:
|  | ...Яка молодь, така буде доля народу... |

Пам'ятаючи, як у студентські роки був «січовиком», Єротей Пігуляк активно розвивав «січовий рух» на Буковині. Зі своєю просвітницькою місією він «йшов у народ», намагався не оминути увагою жодного українського населеного пункту Буковини. Допомагав відкривати навчальні заклади та читальні. Був одним із фундаторів першого українського селянського кредитного об'єднання «Руська Каса». У зв'язку з цим Єротей Пігуляк був досить популярною особою серед місцевого населення.

## Політична діяльність
Поряд із громадською діяльністю, Єротей Пігуляк активно займався політикою.
1890 року Єротей Пігуляк обирається послом до Буковинського крайового сейму. Він був послом крайового сейму протягом 28 років (1890—1918). Обирався від «Кіцманьського округу». У сеймі активно працював у комісіях, був членом Крайового виділу (виконавчого органу сейму), Крайової шкільної ради. Завдяки його зусиллям 1896 року у Чернівцях було відкрито «Цісарсько-королівську нижчу гімназію» з паралельними українськими класами. Це була друга державна гімназія в Чернівцях, і перший український навчальний заклад такого рівня.
Єротей Пігуляк був одним з ідеологів створення у парламенті Буковини потужної міжнаціональної депутатської групи Вільнодумний союз, яка зламала багаторічну «румунську монополію» «великих землевласників». Добилася реформування виборчого законодавства за яким формувався

### Буковинський крайовий сейм
1901 року Єротея Пігуляка обирають послом до Австрійського парламенту. У тогочасному парламенті буковинських українців представляли Єротей Пігуляк разом із Миколою фон Васильком. Проте через позиціонування останнім себе як «старорусина» «народовець» Пігуляк мало співпрацював із ним — зокрема, категорично відмовився вступати до утвореного «Руського клубу», й об'єднався з «групою Олександра Барвінського». Після переходу М. Василька до табору «народовців» вони вже працювали плідно пліч-о-пліч. Разом із Васильком вони подали декілька десятків різного роду інтерпеляцій, звернень, запитів до різних установ, у яких порушували болючі питання українства. Серед них особливо варто відзначити запити «Про призначення прокурорських чиновників у Чернівцях, які не володіють українською мовою» від 3 травня 1901 р., «Про неприйняття українських студентів у Чернівецькому університеті» від 26 лютого 1902 р., «Про ставлення до українських учнів у Другій гімназії м. Чернівців» від 21 березня 1902 р. та багато інших. Характерно, що вони торкалися як соціально-економічних, так і політичних та національних проблем краю. Чимало з цих звернень дали позитивний результат.
Єротей Пігуляк був послом парламенту імперії протягом 10 років (1901—1911).
1899 року Є. Пігуляк став одним із засновників УНДП.
У 1906 році парламентар Єротей Пігуляк у складі делегації від Буковини зустрівся з Цісарем. Під час зустрічі обговорювались проблемні питання «русинів Буковини», недосконалість виборчого законодавства, необхідність реалізації закладеного в конституції принципу «рівності всіх народів Австро-Угорщини» в реальному житті.
Під час боротьби за українську державність на Буковині (1918) Єротей Пігуляк активно обстоював право буковинських українців на самовизначення. Був одним із фундаторів Українського крайового комітету Буковини та організаторів Буковинського віче.
Після того як Румунське королівство окупувало всю територію Буковини, Єротея Пігуляка, незважаючи на його вік і хворобу, було заарештовано (1919). Решту життя він провів в еміграції у Чехословацькій Республіці. Помер 9 жовтня 1924 року в санаторії Плеш у Чехії.

## Праці
- Pihulak, lerotei [Hierotheus]. Das Landtagswahlreformgesetz in der Bukowina // Ukrainische Rundschau 10-11 (1909) 362—365.
- Pihuliak, lerotei [Hierotheus]. Die Kirchenfrage in der Bukowina. Chemivtsi: Schally, 1914.
- Pihuliak, lerotei [Hierotheus]. Die kirchliche Frage in der Bukowina // Ukrainische Rundschau 7, 12 (1909) 401—407.

## Галерея

Будинок Є. Пігуляка в Чернівцях, 1913 р.
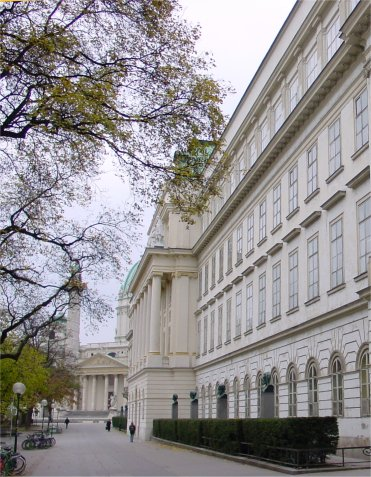
Віденський технічний університет
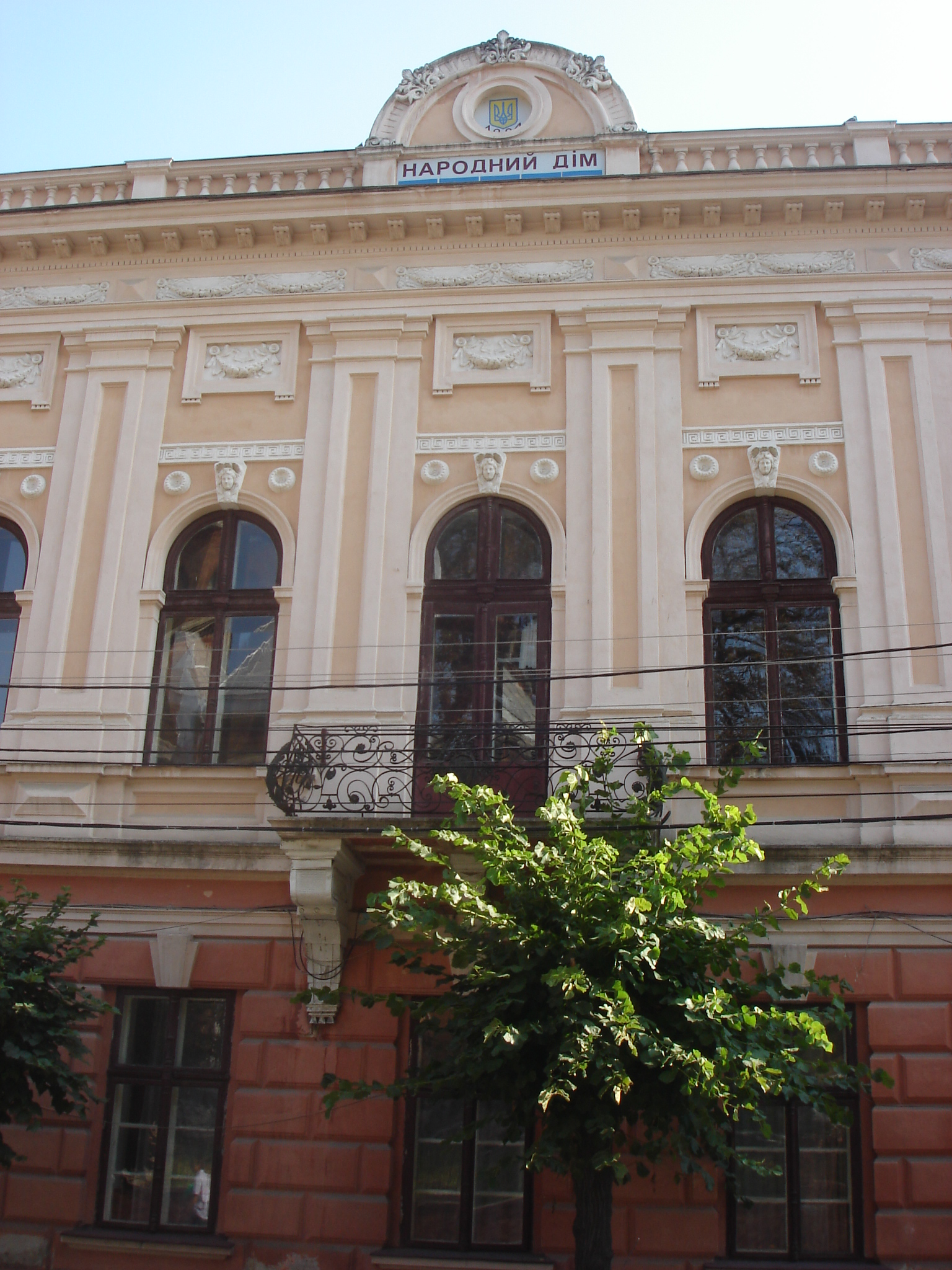
«Руський (Український) народний дім» у Чернівцях